# Негреба, Александр Валерианович
Александр Валерианович Негреба (28 апреля 1961, Харьков, СССР — 7 апреля 2023) — советский и российский актёр театра и кино, кинорежиссёр.

## Биография
Александр Негреба окончил ГИТИС (1982, мастерская В. Остальского).
После окончания ГИТИСа, работал в Рижском ТЮЗе, актёром Московского театра «Малая драматическая труппа» под руководством Олега Борецкого.
В 1991 году вместе с актёром и режиссёром Олегом Борецким снял фильм «За день до…». Кинокритик Евгений Марголит считает фильм одним из важных событий в истории советского кино. В фильме снялась жена Александра Негребы, актриса и педагог Елена Михайловна Копцева-Негреба.
Скончался 7 апреля 2023 года, через две недели после смерти жены, актрисы Елены Копцевой-Негребы.

## Творчество

### Роли в театре

#### Рижский ТЮЗ
- 1982 — «Маугли» Л. Стумбре и У. Берзиньша по «Книге джунглей» Редьяра Киплинга — Маугли
- 1985 — «Том Сойер» по роману Марка Твена — Джим

## Фильмография

### Актёрские работы
- 1982 — Прекрасная Люканида, или война усачей с рогачами — читает текст

- 1987 — Вот такая история... — Виктор
- 1988 — Абориген — Степан
- 1988 — Маленькая Вера — Виктор Маринин, старший брат Веры
- 1989 — В городе Сочи тёмные ночи — директор театра
- 1989 — Зима в раю — Ваня
- 1990 — Неустановленное лицо — Стас Северин
- 1991 — За день до... — Андрей
- 1992 — Время собирать камни — брат Великого Князя
- 1992 — Дюба-дюба — Коля, Танин любовник
- 1993 — Мечты идиота — неизвестный
- 2003 — Тотализатор — Кобзев
- 2008 — Застава Жилина — казак
- 2018 — Света с того света

### Режиссёрские работы
- 1991 — За день до… (совм. с О. Борецким)[5]